# Talk Is Cheap (album)
Pour l’article homonyme, voir Talk Is Cheap (chanson).
Albums de Keith Richards
Main Offender
(1992)
Singles
1. Take It So Hard
Sortie : 1988
2. You Don't Move Me
Sortie : 1988
3. Struggle
Sortie : 1989

Talk Is Cheap est le premier album solo de Keith Richards, membre des Rolling Stones, sorti le 3 octobre 1988 sur le label Virgin.
Alors que les relations sont très tendues entre Keith Richards et Mick Jagger, que ce dernier a déjà sorti deux albums en solo (She's the Boss en 1985 et Primitive Cool en 1987), Keith Richards décide à son tour d'enregistrer un disque en solo.
Il rassemble plusieurs musiciens qui constituent un groupe baptisé The X-Pensive Winos qui l'accompagnera sur scène et en invite d'autres à jouer sur l'album, comme son ancien partenaire au sein des Rolling Stones, Mick Taylor.

## Liste des titres
Toutes les chansons sont écrites et composées par Keith Richards et Steve Jordan.
| No  | Titre                     | Durée |
| --- | ------------------------- | ----- |
| 1.  | Big Enough                | 3:17  |
| 2.  | Take It So Hard           | 3:11  |
| 3.  | Struggle                  | 4:10  |
| 4.  | I Could Have Stood You Up | 3:12  |
| 5.  | Make No Mistake           | 4:53  |
| 6.  | You Don't Move Me         | 4:48  |
| 7.  | How I Wish                | 3:32  |
| 8.  | Rockawhile                | 4:38  |
| 9.  | Whip It Up                | 4:01  |
| 10. | Locked Away               | 5:48  |
| 11. | It Means a Lot            | 5:22  |

## Musiciens
The X-Pensive Winos
- Keith Richards – chant, guitare
- Waddy Wachtel – guitare acoustique, électrique et slide, consultant production
- Charley Drayton (en) – basse, batterie sur Take It So Hard
- Steve Jordan – batterie, percussion, basse sur Take It So Hard, choeurs
- Sarah Dash (en) – choeurs, duo sur Make No Mistake
- Ivan Neville (en) – piano, claviers
- Bobby Keys – saxophone ténor sur I Could Have Stood You Up et Whip It Up

Musiciens additionnels
- Bootsy Collins – basse sur Big Enough
- Michael Doucet – violon sur Locked Away
- Stanley "Buckwheat" Dural – accordéon sur You Don't Move Me, Rockawhile et Locked Away
- Johnnie Johnson – piano sur I Could Have Stood You Up
- Chuck Leavell – orgue sur I Could Have Stood You Up
- Maceo Parker – saxophone alto sur Big Enough
- Joey Spampinato – basse sur I Could Have Stood You Up et Rockawhile
- Mick Taylor – guitare sur I Could Have Stood You Up
- Bernie Worrell – orgue sur Big Enough et You Don't Move Me, clavinet sur Make No Mistake et Rockawhile
- Jimmi Kinnard – basse sur Make No Mistake
- Patti Scialfa – chœurs
- The Memphis Horns – cuivres
- Willie Mitchell – arrangements cuivres

## Classements hebdomadaires
| Classement (1988)             | Meilleure position |
| ----------------------------- | ------------------ |
| Allemagne (Media Control AG)  | 20                 |
| Australie (ARIA)              | 15                 |
| États-Unis (Billboard 200)    | 24                 |
| Norvège (VG-lista)            | 16                 |
| Nouvelle-Zélande (RIANZ)      | 14                 |
| Royaume-Uni (UK Albums Chart) | 37                 |
| Suède (Sverigetopplistan)     | 12                 |
| Suisse (Schweizer Hitparade)  | 30                 |

## Certifications
| Pays       | Certification |
| ---------- | ------------- |
| Canada     | Or            |
| États-Unis | Or            |